# Christiane Langenberger
Christiane Langenberger (Bern, 21 april 1941 - Romanel-sur-Morges, 16 augustus 2015) was een Zwitserse politica voor de Vrijzinnig-Democratische Partij (FDP/PRD) uit het kanton Vaud. Van januari 2003 tot april 2004 was zij de eerste vrouwelijke voorzitter van haar partij.

## Biografie
Christiane Langenberger werd schepen/wethouder in Romanel-sur-Morges in 1987. In de periode 1994-1995 was ze er nadien burgemeester (syndic).
In 1995 deed ze haar intrede in de Nationale Raad, waar ze zou zetelen van 19 juni 1995 tot 5 december 1999. Bij de federale parlementsverkiezingen van dat jaar geraakte ze immers verkozen in de Kantonsraad, waar ze aansluitend zou zetelen van 6 december 1999 tot 2 december 2007. Zij was na de socialiste Yvette Jaggi het tweede vrouwelijke Vaudse Kantonsraadslid.
In 1998 was ze kandidaat op uittredend Bondsraadslid Jean-Pascal Delamuraz op te volgen, doch niet zij maar Pascal Couchepin werd in de Bondsraad gekozen. Van januari 2003 tot april 2004 was zij de eerste vrouwelijke voorzitter van de Vrijzinnig-Democratische Partij, als opvolgster van Gerold Bührer.
Langenberger stierf op 16 augustus 2015 na een langdurige ziekte op 74-jarige leeftijd.